# Amstelveen Centrum (sneltramhalte)
Amstelveen-Centrum was een sneltramhalte van de Amsterdamse metro in Amstelveen.
Op de halte stopte sneltram 51. In de richting van Amsterdam Centraal reed lijn 51 tot station Zuid als sneltram. Vanaf station Zuid reed lijn 51 als metro naar het eindpunt Amsterdam Centraal. Tot station Amsterdam Amstel deed hij dat bovengronds, daarna ondergronds.
Halte Amstelveen Centrum bevond zich aan de Beneluxbaan ter hoogte van het Stadshart van Amstelveen. De halte had een eilandperron dat te bereiken was met de trap of een lift. Vervangende haltes van de Amsteltram lijn 25 zijn de haltes Oranjebaan of Ouderkerkerlaan even iets verderop. Bij de halte Oranjebaan is het mogelijk om over te stappen op lijn 5 richting Amstelveen Stadshart.
Centraal Station (NS) ·
Nieuwmarkt ·
Waterlooplein ·
Weesperplein ·
Wibautstraat ·
Amstelstation (NS) ·
Spaklerweg ·
Overamstel ·
Station RAI (NS) ·
Station Zuid (NS) ·
De Boelelaan / VU ·
A.J. Ernststraat ·
Van Boshuizenstraat ·
Uilenstede ·
Kronenburg ·
Zonnestein ·
Onderuit ·
Oranjebaan ·
Amstelveen Centrum ·
Ouderkerkerlaan ·
Sportlaan ·
Marne ·
Gondel ·
Meent ·
Brink ·
Poortwachter ·
Spinnerij ·
Sacharovlaan ·
Westwijk